# Vorrei di più
Vorrei di più è il dodicesimo album del cantante napoletano Luciano Caldore, del 2008.

## Tracce
1. Te voglio bene (feat. Nancy)
2. Luna de passion
3. E ghiamme spuogliate
4. Bomba di sesso
5. Vorrei di più
6. 'A canzone d'Annarè
7. Non è più mia
8. Vita mia
9. Tu
10. Tu nunn'o saje
11. Facimmo ammore